# ダライ・ラマ法王日本代表部事務所
ダライ・ラマ法王日本代表部事務所（ダライ・ラマほうおうにほんだいひょうぶじむしょ、チベット語: ཉི་འོང་སྐུ་ཚབ་དོན་གཅོད་ཁང་།、英語: Liaison Office of His Holiness the Dalai Lama for Japan & East Asia）とは、日本のダライ・ラマ法王及びチベット亡命政権の代表機関。所在地は東京都新宿区。管轄区域は日本を含む東アジア地域であり、1976年より業務を行っている。また、2001年10月2日には、特定非営利活動法人（NPO法人）チベットハウス・ジャパンとして東京都に認可されている。
日本代表部事務所の責任者はダライ・ラマ法王によって直接任命されており、2020年10月よりツェワン・ギャルポ・アリヤが代表を務めている。主な業務としては「チベット通信」の発行や講演のほか、一般に開放されている図書室がある。

## 所在地
〒161-0031　東京都新宿区西落合3-26-1

## 代表
| 代 | 氏名（日本語）               | 氏名（チベット語） | 氏名（英語）         | 着任   | 退任     | 備考                |
| -- | ---------------------------- | ------------------ | -------------------- | ------ | -------- | ------------------- |
|    | カルマ・ゲルク・ユトク       | གཡུ་ཐོག་ཀརྨ་དགེ་ལེག     | Karma Gelek Yuthok   | 1993年 | 2000年   | [ 6 ]               |
|    | ザトゥル・リンポチェ         |                    | Zatul Rinpoche       | 2000年 | 2003年   | [ 7 ] [ 8 ]         |
|    | チョペ・ペルジョル・ツェリン |                    | Chope Paljor Tsering | 2003年 | 2007年   | [ 9 ]               |
|    | ラクパ・ツォコ               | ལྷག་པ་འཚོ་སྒོ          | Lhakpa Tshoko        | 2007年 | 2014年   | [ 10 ]              |
|    | ルントック                   | ལུང་རྟོགས             | Lungtok              | 2014年 | 2020年   | [ 11 ]              |
|    | ツェワン・ギャルポ・アリヤ   | ཨརྱ་ཚེ་དབང་རྒྱལ་པོ      | Tsewang Gyalpo Arya  | 2020年 | （現職） | [ 5 ] [ 12 ] [ 13 ] |

## 管轄地域
日本、朝鮮民主主義人民共和国（北朝鮮）、大韓民国及びフィリピンを管轄。なお、中華民国（台湾）は日本代表部の管轄外で、ダライ・ラマ法王チベット宗教基金会が管轄している。